# Darwi Odrade
La Reverenda Madre Odrade, anche conosciuta come Darwi Odrade o Dar, è un personaggio del ciclo di Dune creato da Frank Herbert. È un'importante figura nei romanzi Gli eretici di Dune e La rifondazione di Dune.